# Estación Minowa
La estación Minowa (三ノ輪駅 Minowa-eki?) de la línea Hibiya, es operada por el Tokyo Metro, y está identificada como H-19. Se encuentra ubicada en el barrio especial de Taitō, en la prefectura de Tokio, Japón. La estación abrió el 28 de marzo de 1961.

## Otros transportes
- Línea Toden Arakawa
  - Estación Minowabashi (Toei)

## Sitios de interés
- Distrito de Yoshiwara
- Distrito de San'ya